# 马尔萨什洛克
马尔萨什洛克，是马耳他的市镇，位于馬耳他島东南部。市镇面积为4.7平方公里，2019年人口数量为3,660人。

## 辞源
该地名源自阿拉伯语单词“‎”（意为港口）及马耳他语单词（意为东南）。

## 体育
本地的足球俱乐部为马尔萨什洛克足球俱乐部，成立于1949年。另外还有一支成立于1952年的水球队。